# Erro

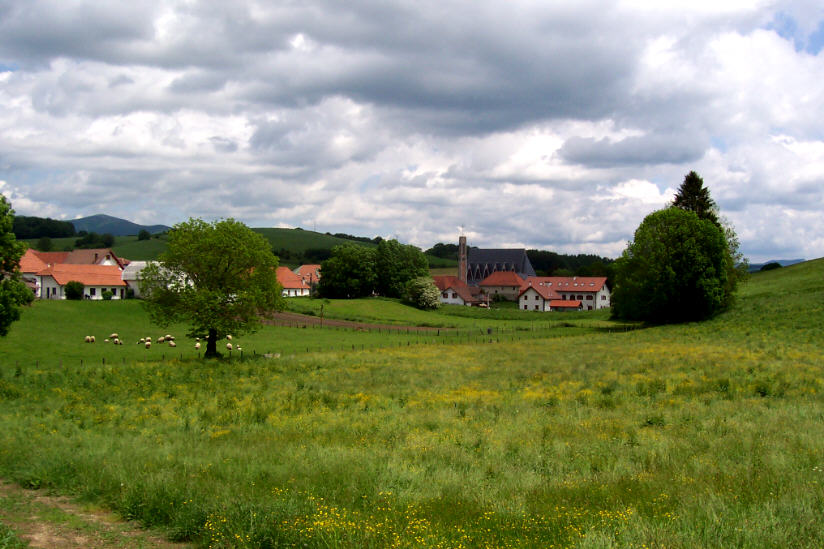
La localidad de Espinal

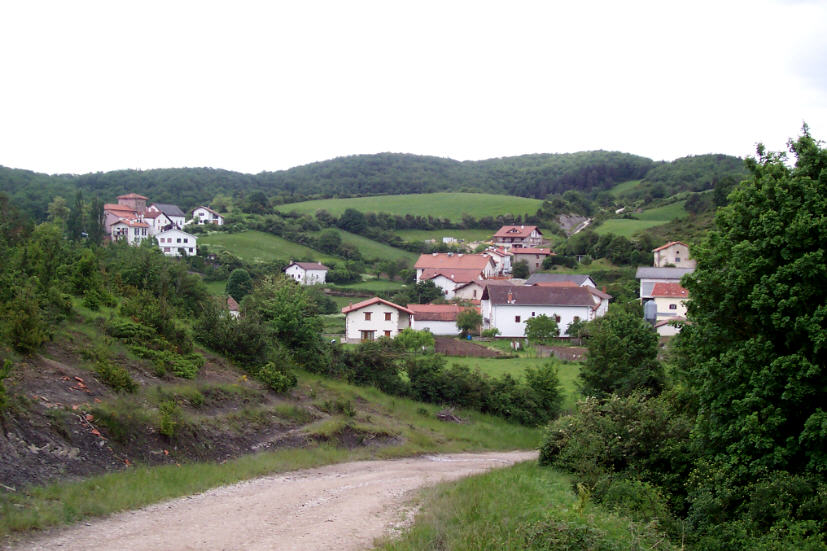
La localidad de Linzoáin

Erro —más comúnmente Valle de Erro— (Erroibar en euskera batua y Erroiberra en la variedad local) es un municipio compuesto español de la Comunidad Foral de Navarra, situado en la merindad de Sangüesa, en la comarca de Auñamendi y a 31 km de Pamplona. Su población en 2024 fue de 811 habitantes (INE).
El municipio está compuesto por 9 concejos: Aincioa, Cilveti, Erro, Esnoz, Espinal, Linzoáin, Mezquíriz, Olóndriz y Viscarret-Guerendiáin; y por 11 lugares habitados: Loizu, Larraingoa, Ardaiz, Urniza, Cilveti, Olaberri, Quinto Real, Mezquíriz, Ureta, Viscarret-Guerendiáin y Sorogáin-Lastur. 
Su capital se encuentra en Linzoáin. Su gentilicio en euskera es erroibartarra, tanto en masculino como en femenino.

## Toponimia
Erro es un topónimo de significado y origen desconocido. La palabra erro significa raíz en lengua vasca y algunos autores como Arturo Campión defendieron que el nombre del valle pudiera tener ese posible origen etimológico. Se ha tratado de buscar relación también entre el nombre del valle y palabras vascas como errota (‘molino’), errotu (‘arraigado’), errobi (‘torrente, río’), erroitz (‘precipicio’).
Otra posible hipótesis es la que cree que el nombre del valle proviene de un nombre propio desconocido. Existe un pueblo llamado Erroz en el valle de Arakil en Navarra, que parece seguir el patrón de los topónimos navarros con terminación -oz. Julio Caro Baroja defendía que estos topónimos provenían de un nombre propio unido al sufijo -oz, que al igual que otros sufijos como -iz o -ez habrían surgido de la evolución del sufijo latino -icus. Este sufijo también habría dado origen a los patronímicos utilizados en los idiomas latinos de la península ibérica. En la zona vasconavarra Caro Baroja consideraba que los sufijos -oz, -ez e -iz aplicados a la toponimia indicaban que en la antigüedad el lugar había sido propiedad de la persona cuyo nombre aparecía unido al sufijo, pudiéndose remontar su origen desde la Edad Media hasta la época del Imperio Romano. Si se considera que Erroz entra dentro de dicho patrón, existiría entonces un nombre propio Erro que habría dado origen a dicho topónimo y que podría estar también detrás del nombre del valle de Erro. Sin embargo, no existe documentación alguna que avale esta hipótesis.

## Símbolos
El escudo de armas del valle de Erro tiene el siguiente blasón:

Trae de azur y un busto de guerrero colocado de frente, armado de coraza y casco de plata, sumado éste de una corona real de oro. Por timbre un yelmo empenechado..

## Geografía
El valle de Erro está situado en la parte norte de la Comunidad Foral de Navarra, dentro de la región geográfica de la Montaña de Navarra y la comarca geográfica de los Valle Pirenaicos Centrales, a una altitud de 669 m s. n. m. Su término municipal tiene una superficie de 144,28 km² y limita al norte con Francia y el Valle del Baztán, al este con los municipios de Burguete y Artzibar, al sur con el de Lizoáin-Arriasgoiti, y al oeste con el de Esteríbar.
Es otro de los puntos del Camino de Santiago navarro; aquí confluyen la carretera y el Camino. El camino traspasa los pueblos de Espinal, Viscarret-Guerendiáin y Linzoáin.

## Historia

### Prehistoria y Edad Antigua
Los portillos del Pirineo y el territorio del valle fueron utilizados por los cazadores y colectores del Paleolítico Superior desde hace más de 30 000 años hasta el final de la época glacial (hacia el 8000 a. C.). Los antropólogos dan como probable la persistencia de población, durante el Mesolítico (8000 a 3000 a. C.), sin cambios en la etnia y cultura. Pueden servir de prueba los restos hallados en las cuevas de Erro y de Ardaiz. A partir del tercer milenio a. C., durante el Neolítico, reside en esta región el pueblo pirenaico, considerado como pre-ibérico, y el más probable antecesor del vasco. 
Estos pastores pirenaicos al igual que otros pueblos de cultura megalítica entierran a sus difuntos en sencillos dólmenes. Hacia el año 1200 a. C. llegan por el Pirineo las primeras migraciones de pueblos indoeuropeos o preceltas, legándonos numerosos cromlechs o círculos de piedras en torno a túmulos funerarios. Entre otros al norte de Sorogáin se encuentra el llamado Zanzet o Sancet.
Durante la romanización (siglos I al IV), atraviesa por el Summum Pyreneum (Puerto de Ibañeta) la vía de Astorga a Burdeos.
Atravesaba el valle de Erro por tanto una importante vía romana en esta zona, descubierta no hace demasiado tiempo y próxima a Linzoáin. Así mismo se descubrieron una ara y otros objetos del siglo I en Ibañeta. Algún autor situaba por estos hechos en este punto la antigua civitas vascona de Iturissa, mencionada por Ptolomeo; aunque este hecho no fue confirmado hasta 2012 cuando fueron descubiertos por la Sociedad de Ciencias Aranzadi en un hayedo situado entre Espinal y Burguete los restos de la civitas vascona de Iturissa. La romanización no llegó a suplantar el euskera, la lengua originaria, la única de las preindoeuropeas conservada en Occidente. Entre las aportaciones más importantes de esta época destaca la explotación del ganado vacuno y caballar por su persistencia hasta hoy en día.

### Edad Media
Varios historiadores dan como cierta la penetración germánica del siglo II por el Pirineo occidental, y la de los suevos, vándalos y alanos en el 409, dirigiéndose por tierras de Erro a Pamplona y Álava. Durante los siglos VIII y IX, árabes y francos disputan el dominio de Pamplona y su territorio a los indígenas. Los árabes conquistan la capital hacia el 718, pasando el año 732 a Francia por Erro e Ibañeta.
La derrota de Carlomagno (15 de agosto del 778), en la llamada batalla de Roncesvalles, tuvo lugar en las inmediaciones de Ibañeta, dentro de la primitiva jurisdicción de Valderro. 
El año 812 pasó con su ejército hacia Pamplona Ludovico Pío. A su regreso tomó rehenes para evitar un desastre como el del 778. Pero en el 824, el ejército franco sufre una nueva derrota en los mismos parajes del Pirineo, infligida por los navarros capitaneados por Íñigo Arista, con quien colaboraron los Banu Qasi de Tudela y su Ribera. Desde entonces, al defender su derecho de independencia frente a los carolingios, cuentan los vascones con un jefe, primer eslabón de la monarquía: Íñigo Arista.
La cristianización de este y otros valles de la montaña está relacionada con los monasterios, y fue fruto de un proceso lento y tardío. Algunos historiadores aseguran que hasta el siglo VIII no hay noticias de que allí progresara el cristianismo. Durante los siglos IX y X florecen por el nordeste de Navarra los monasterios de Leire, Igal y Urdaspal. Hacia el año 1000 surgieron otros, como los de Ibañeta y Santa María de Landa (entre Mezquíriz y Ureta), con hospederías para los peregrinos junto a las pequeñas iglesias. Las peregrinaciones a Santiago, que comenzaron en el siglo IX, constituyen durante el XI un fenómeno socio-religioso que afecta a toda Europa. Desde entonces, el camino central del Valle de Erro es parte de la Ruta mayor jacobea, porción del llamado Camino Francés, ya que aquí confluían los peregrinos de 3 famosas vías del centro y noroeste de Francia.
En 1019 el rey Sancho el Mayor donó al monasterio de Leyre un palacio en Erro junto a varias posesiones. Toda esta comarca formó durante el siglo XI y comienzos del XII el condado de Erro, del que Sancho Sánchez de Erro se titulaba conde en los primeros años del siglo XII.

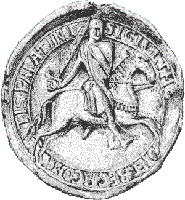
Teobaldo I de Navarra concedió fueros al Valle en 1248

El Valle de Erro tuvo fueros propios concedidos por el rey Teobaldo I (1248). En 1408 Carlos III creó el vizcondado de Erro.

### Edad Moderna y Contemporánea
En 1512 los habitantes de estos valles fueron los últimos en defender al rey de Navarra frente a Fernando el Católico. En los siglos siguientes las epidemias (peste, tifus) y las guerras tuvieron especial incidencia en el valle.
Destaca la larga disputa por el dominio del monte Quinto Real, así como las diferentes guerras contra los franceses (Guerra de la Convención, francesada). Mención especial merece la Batalla de Viscarret, que el 16 de octubre de 1794 dejó en el campo más de 200 muertos y 700 prisioneros. Finalmente, las Guerras Carlistas en el siglo XIX completan un periodo muy agitado en la historia de este Valle.

### Monte Alduide o Quinto Real
La historia de este monte es la historia de una disputa, la de dos estados y tres valles acerca de su línea fronteriza. Tras largos años de conflictos, en 1856 quedan delimitadas las fronteras mediante el Tratado de Límites, acuerdo que fue renovándose sucesivamente a lo largo de los años. Según lo acordado, los habitantes de Baigorri disfrutarán a perpetuidad y en exclusiva del derecho de pastoreo en la vertiente septentrional de Quinto Real, previo pago de una renta anual del Gobierno francés. Hoy en día esa renta es cobrada por el Gobierno de España, que la reparte a partes iguales entre Erro y Baztán, copropietarios del monte en 70 % y 30 % respectivamente.

## Demografía
Erro cuenta con una población de 811 habitantes (INE 2024).
| Gráfica de evolución demográfica de Erro entre 1842 y 2021                                                          |
| |
| Población de derecho según los censos de población del INE Población de hecho según los censos de población del INE |

## Administración y política

### Gobierno municipal
El Ayuntamiento del Valle de Erro está localizado en las afueras del concejo de Linzoáin y su secretario es, a su vez, secretario de los ayuntamientos de Burguete y Roncesvalles. La corporación municipal está compuesta por el alcalde del valle y seis concejales. El alcalde actual es Enrique Garralda Erro, que se presentó como candidato por la Agrupación Independiente del Valle de Erro (AIVE).
| Partido político    | Partido político                                            | 1987   | 1991   | 1995   | 1999   | 2003   | 2007   | 2011   | 2015   |
| Partido político    | Partido político                                            | Ediles | Ediles | Ediles | Ediles | Ediles | Ediles | Ediles | Ediles |
|                     | Agrupación Independiente del Valle de Erro (AIVE)           | 6      | —      | 4      | 5      | 7      | 4      | 5      | 4      |
|                     | Bildu-Euskal Herria Bildu (EH Bildu)                        | —      | —      | —      | —      | —      | —      | 1      | 3      |
|                     | Por un desarrollo sostenible, Etokizuna                     | —      | —      | —      | —      | —      | —      | 1      | —      |
|                     | Eusko Abertzale Ekintza-Acción Nacionalista Vasca (EAE-ANV) | —      | —      | —      | —      | —      | 2      | —      | —      |
|                     | Agrupación Electoral Ziarraize Bizia (AEZB)                 | —      | —      | —      | —      | —      | 1      | —      | —      |
|                     | Euskal Herritarrok (EH)                                     | —      | —      | —      | 2      | —      | —      | —      | —      |
|                     | Agrupación Electores Sorogáin (AES)                         | 1      | 3      | 3      | —      | —      | —      | —      | —      |
|                     | Laurentxi                                                   | —      | 4      | —      | —      | —      | —      | —      | —      |
| Total de concejales | Total de concejales                                         | 7      | 7      | 7      | 7      | 7      | 7      | 7      | 7      |

Tal y como se observa, la AIVE ha capitaneado la política municipal del valle en las últimas dos décadas; manteniendo un apoyo electoral constante en estos años, sin mostrar aparentes signos de desgaste político. Sin embargo, se muestra un creciente apoyo a fuerzas nacionalistas de izquierda en los últimos años, que aunque nunca han superado el apoyo electoral de la AIVE, no han permitido a ésta repetir los asombrosos porcentajes de votos obtenidos en las décadas de los 80 y 90. En las elecciones de 2007, por ejemplo, la AIVE obtuvo el 49,49 % de los votos, mientras las dos fuerzas de la oposición obtuvieron un 47,87 % de los votos válidos.
Cabe destacar el caso de las elecciones municipales de 2003, en las que la ilegalización de Batasuna provocó un aumento nunca antes visto de votos nulos (37,53 %) y blancos (17,54 %). En estas elecciones la única lista presentada fue la AIVE que obtuvo los siete puestos de la corporación municipal.

### Organización territorial
El municipio se divide en las siguientes entidades de población, según el nomenclátor de población publicado por el INE (Instituto Nacional de Estadística). Los datos de población se refieren a 2014
| Entidad de población  | Población (2014) |
| --------------------- | ---------------- |
| Aincioa               | 19               |
| Erro                  | 144              |
| Esnoz                 | 34               |
| Espinal               | 243              |
| Linzoáin              | 63               |
| Loizu                 | 9                |
| Olóndriz              | 49               |
| Larraingoa            | 0                |
| Ardaitz               | 9                |
| Urniza                | 1                |
| Cilveti               | 57               |
| Olaberri              | 0                |
| Quinto Real           | 5                |
| Mezquíriz             | 67               |
| Ureta                 | 9                |
| Sorogáin-Lastur       | 0                |
| Viscarret-Guerendiáin | 100              |

## Cultura

### Idioma

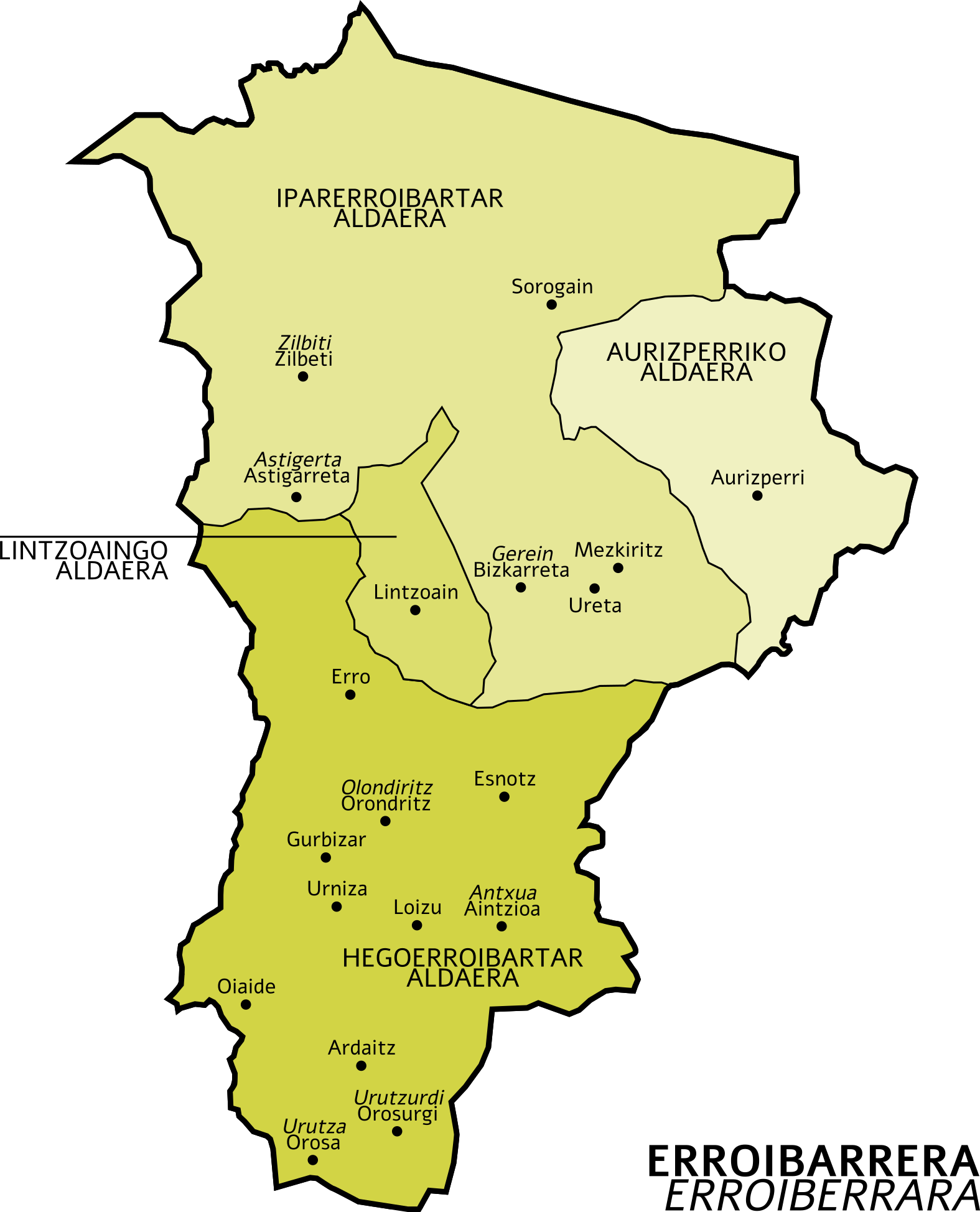
Mapa con las divisiones del euskera en el valle de Erro

El medio de expresión habitual entre los habitantes del Valle de Erro durante siglos fue el euskera, siendo su población, a principios del siglo XX, vascoparlante en su totalidad. El euskera ha dejado una gran huella en la toponimia del valle, en los refranes populares y sobre todo en el castellano de la zona, que posee muchos préstamos del mismo.

#### El euskera del Valle de Erro
Está incluido en el dialecto altonavarro meridional, según clasificación realizada por Bonaparte (subdialecto cis-pamplonés) y comprende la totalidad del valle de Erro (lugares de Aincioa, Ardaiz, Cilveti, Erro, Esnoz, Espinal-Auzperri, Linzoáin, Loizu, Mezquíriz, Olóndriz y Viscarret-Guerendiáin; caseríos de Gurbízar, Larraingoa, Ureta y Umiza) y el valle de Esteríbar (lugares de Agorreta, Belzunegui, Errea, Esquíroz, Eugui, Idoyeta, Ilárraz, Imbuluzqueta, Iragui, Irure, Leránoz, Ostériz, Saigós, Setuáin, Urdániz, Urtasun, Usechi, Zay y Zubiri). Comprende seis subvariedades:
1. Subvariedad de Espinal
2. Subvariedad de Erro septentrional;
3. Subvariedad de Linzoáin
4. Subvariedad de Erro meridional;
5. Subvariedad de Esteríbar septentrional,
6. Subvariedad de Esteríbar central

#### Declive y recuperación del euskera
En los años 30 del siglo XX la variedad del valle de Erro pierde su hegemonía en favor del castellano debido a diversas circunstancias, unas de carácter político y otras de carácter económico que favorecían el progreso del castellano. El retroceso del euskera viene produciéndose desde hace 250 años, y hoy la situación de conservación de la variedad del euskera del valle de Erro es crítica.
En 1860-1870 existían en el valle 2200 vascoparlantes, en 1935 se contabilizaron 1200 hablantes y en 1970 tan sólo existían 120. Hoy en día apenas quedan vivas un puñado de personas de edad avanzada en las localidades más septentrionales del valle (Mezquíriz, Linzoáin y Cilveti), capaces de expresarse en la variedad de Erro, variedad que por desgracia morirá con ellas.
Por otro lado, debido a la pérdida tan reciente del euskera en el valle, la permanencia de su recuerdo en su población y a una percepción más positiva del euskera de estos últimos años, se está produciendo una recuperación espectacular que proviene básicamente de los jóvenes y los niños. 
Según un estudio sociolingüístico realizado por Miquel Gros i Lladós en 2007 para Euskaltzaindia, ya en el 2001 en el Valle de Erro el porcentaje de vascófonos (personas que entienden el euskera con dificultad) era del 43% y de euskaldunes (personas que hablan bien el euskera) era del 24%, constatándose en la zona una población vascófona muy reducida en el segmento de mayor edad, contrastando con una juventud y sobre todo una infancia crecientemente euskaldún. En tan solo un quinquenio se ha producido una mejora de unos ocho puntos porcentuales en la cuota de vascófonos (que se acerca ya a una presencia muy fuerte) y de unos cuatro puntos porcentuales en la de euskaldunes, lo que supone un avance espectacular del euskera, muy diferente a la situación regresiva vivida en el pasado y en especial en los siglos XIX y XX.

## Personas destacadas
- Antonio Lasa Vidaurreta (1913-1936): clérigo claretiano. Asesinado en Fernán Caballero (Ciudad Real) durante la guerra civil española. Fue declarado Beato de la Iglesia Católica el 13 de octubre de 2013.
- Perpetua Saragüeta (1905-1986): Escritora de cuentos en euskera y etnógrafa nacida en Mezkiritz y fallecida en Pamplona. Su trabajo ha sido reconocido por el Instituto Navarro del Vascuence (Euskarabidea) y la Real Academia de la Lengua Vasca (Euskaltzaindia) en diversas publicaciones. Su labor tiene una importancia especial por el hecho de que es testimonio del euskera hablado en el valle de Erro a principios del siglo XX. Entre sus obras están Nere oroimenak (‘Mis memorias’) su trabajo más extenso, Trinidad Urtasun bertsolaria (1894-1978)texto escrito en memoria de su marido fallecido, Perpetua Saraguetaren euskal ipuiak colección de cuentos publicados tras la muerte de su autora, Mezkiritz (Erroibar)en el que se recogen sus recuerdos de Mezquíriz, de los montes y del medio en el que creció, Mezkirizko etxe barnea textos en los que habla de la casa, de sus trabajos, como la comida o la limpieza y de temas ligados a la religión y Mezkirizko langintza trabajos de agricultura, ganadería, elaboración del carbón, etc. También escribió sobre las danzas de su pueblo en 1986, en el número 34 de la revista Dantzariak.[16]

- Javier Echeverría Navarlaz (1811-1911): Chunchunero de etnia gitana vecino de Linzoáin que durante 70 años acompañó con su chistu y su tamboril a los gigantes americanos de la Comparsa de Gigantes y Cabezudos de Pamplona y al que Ayuntamiento de Pamplona rindió por ello un homenaje en los Sanfermines de 1908.